# Сарулло, Паскуале

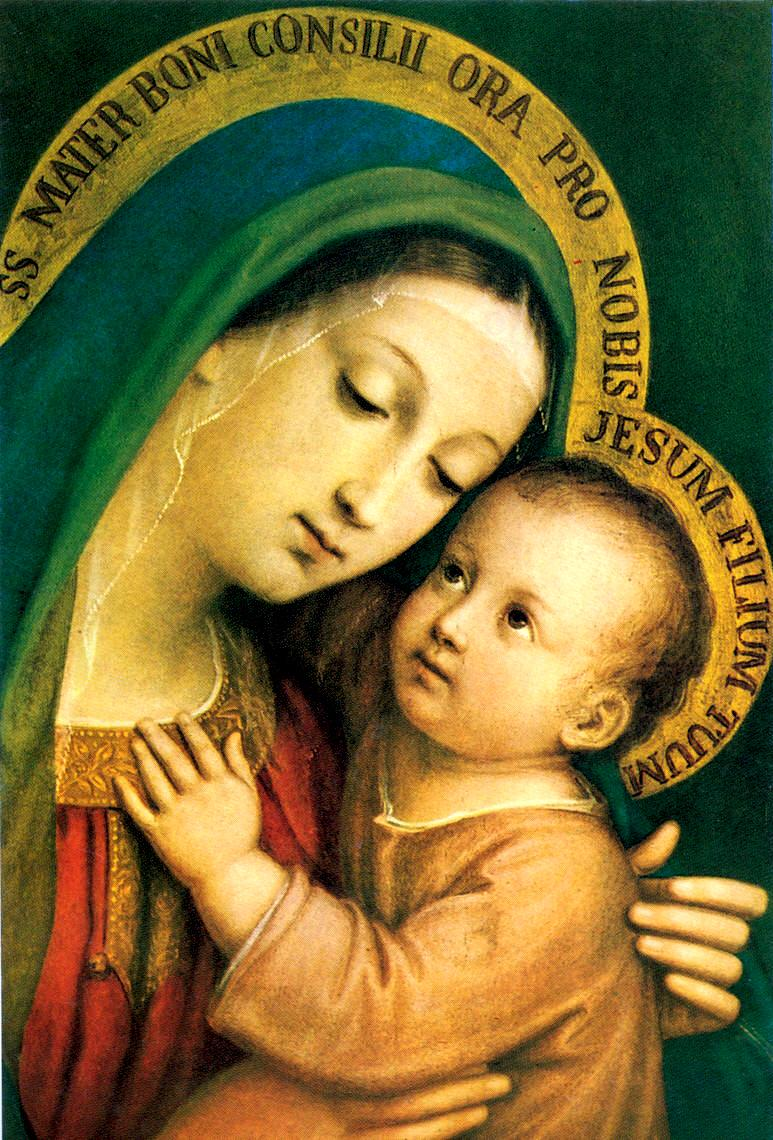
«Богоматерь Доброго совета» Паскуале Сарулло, XIX век

Паскуале Сарулло (итал. Pasquale Sarullo) — францисканский монах, священник и художник XIX века. Уроженец Чиминны, провиния Палермо (Италия) Его работа была оценена современниками и получила международное распространение.
Сын Джузеппе Сарулло и Анны Мицели. Вступил в орден францисканцев (меньших братьев конвентуалов), как только ему исполнилось шестнадцать. После учебы почти всю жизнь провёл в Палермо, где успешно посвятил себя проповеди.
Технику живописи изучал с Патанией, Джузеппе Мели и Ло Форте, и «подарив королю Фердинанду изображение Богоматери с младенцем, он получил в награду ежегодный пенсион размером в 48 онций, дабы продолжать учебу». Он так и сделал, проведя время в Неаполе, два с половиной года в Риме и шесть месяцев в других городах.